# فرانسیس کاپرا
فرانسیس کاپرا (انگلیسی: Francis Capra؛ زادهٔ ۲۷ آوریل ۱۹۸۳) یک هنرپیشه اهل ایالات متحده آمریکا است.
از فیلم‌های معروف او می‌توان به بازی در فیلم ورونیکا مارس اشاره کرد.